# هنوس

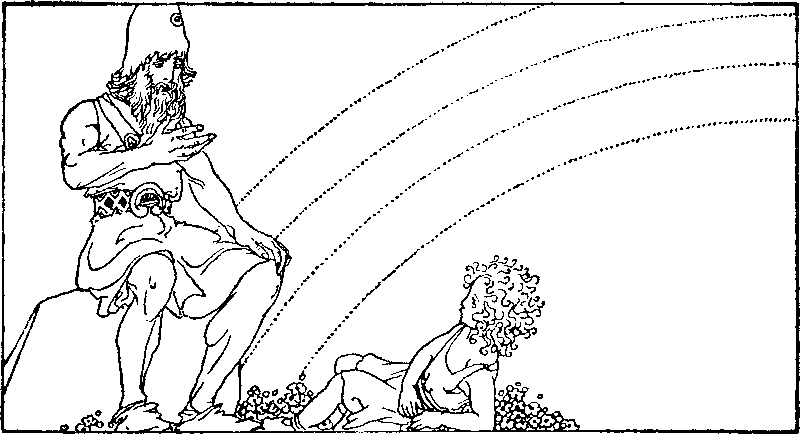
هایمدال و هنوسای کوچک، اثر ویلی پوگانی (۱۹۲۰)

هنوس (در زبان نورس باستان به معنی: «جواهر» یا «گنج») در اسطوره‌شناسی اسکاندیناوی یکی از دختران فریا و اور، و خواهر گرسمی است. آن‌ها به قدری زیبا بودند که بعدها گرانبهاترین جواهرات را به نام آن‌ها (هنوسیر) نامیدند. اسنوری استورلوسون تنها از هنوس به عنوان دختر فریا و اور یاد کرده است. در ناوناثولور آخرین بخش از اسکالدزکاپارمال، نام هنوس در هیچ جای دیگر به جز در میان آسین‌یور ذکر شده است. کنینگی برای فریا مادر هنوس است.
واژهٔ هنوس در زبان نورس باستان به روش‌های مختلفی توسط محققان و فولکلورشناسان ترجمه شده است. دیوید لیمینگ و کریستوفر فی در کتاب مشترک خود به نام ایزدبانوان: اساطیر مادر بزرگ ادعا می‌کنند که نام هنوس از کلمه «جواهر» گرفته شده است که در آن او مانند الماس درخشان توصیف شده است. با توجه به اینکه هنوس دختر زیباترین ایزدبانوی نورس یعنی فریا است، جای تعجب نیست که جواهرات نام او را یدک می‌کشند.